# タワラマップ川
タワラマップ川（たわらまっぷがわ）は、標津川の支流で中標津町内を流れる。
俵真布とあて字するが、もともとのアイヌ地名は「タイ・オロ・オマ・ベツ（林の・内に・ある・川）」という説が有力である。
また、松浦武四郎の松浦地図には「アイタロマッフ」・福居芳麿の蝦夷の島踏には「タルマップ」と記述がのこされている。

## タワラマップ川を支える会
- ラブ・リバーC.L.L標津川＆タワラマップ川の会（会長 山崎 武司）
- タワラマップ川を考える会（会長 野毛徳利）

## タワラマップ川の木
タワラマップ川を考える会では2009年に川沿いにある4本の古木を大切にしようということで、それぞれの木に愛称をつけた
- のっぽ楡（ハルニレ）
  - 樹齢232年、樹高22m、胸高直径95cm、経済センター前
- ななめ楡（ハルニレ）
  - 樹齢222年、樹高17m、胸高直径46cm、中央橋横
- しずなりクルミ（オニグルミ）
  - 樹齢83年、樹高10m、胸高直径51cm、東1条橋横
- 双子ポプラ（ポプラ）
  - 樹齢75年、樹高27m、胸高直径79cm、東1条橋西側

## イベント
- 河童まつりという子供達を対象としたお祭り　8月上旬（ラブ・リバーC.L.L標津川＆タワラマップ川の会）
- ｢まちなかにぎわい秋の陣～タワラマップ清流物語　9月上旬（中標津町商工会のまつり）